# Cecidomyia eucalypti
Cecidomyia eucalypti är en tvåvingeart som först beskrevs av Frederick Askew Skuse 1890.  Cecidomyia eucalypti ingår i släktet Cecidomyia och familjen gallmyggor. Inga underarter finns listade i Catalogue of Life.